# 六月十二
六月十二，农历六月第十二天。

## 出生
- 唐宪宗元和九年六月十二，814.7.2，唐武宗李瀍出生。李瀍chán，唐代第15位皇帝，临死前改名李炎。他在位6年，崇信道教，845年的"会昌毁佛"，是继北魏太武帝、北周武帝灭佛，历史上佛教受打击最激烈的一次。与后来的后周世宗灭佛，并称为"三武一宗"。

## 参看
- 日历
- 六月初十 - 六月十一 - 六月十二 - 六月十三 - 六月十四
- 五月十二 - 六月十二 - 七月十二
- 正月 - 二月 - 三月 - 四月 - 五月 - 六月 - 七月 - 八月 - 九月 - 十月 - 十一月 - 腊月
- 公历6月12日